# Влаева, Даниэла
Даниэла Валентинова-Влаева (болг. Daniela Valentinova-Vlaeva; род.7 марта 1976 года, в Софии) — болгарская конькобежка, специализирующаяся в шорт-треке. Участница Олимпийских игр 1998, 2002 годов. Трёхкратная бронзовый призёр чемпионатов мира, двукратная чемпионка Европы в эстафете.

## Спортивная карьера
Даниэла Влаева выступила на международных соревнованиях с 1994 по 2004 года. На первом мировом первенстве в 1994 году стала в эстафете 11-й. Она трижды была бронзовым призёром чемпионатов мира в Софии 1999, Чонджу 2001 и Варшаве 2003 годах.
На Олимпийских играх 1998 года в Нагано на дистанции 500 метров заняла 18-е место, на 1000 метров - 19-е. А на Олимпийских играх 2002 года в Солт-Лейк-Сити принимала участие только в эстафете и стала 6-й с командой.
С 1999 по 2004 года принимала участие на Кубках мира, на самом первом заняла 21 место в общем зачёте.  Лучшим достижением стало 14-е место в многоборье в 2002 году и 3-е место в эстафете на этапе в Японии.
Также Даниэла становилась двукратной чемпионкой Европы в эстафете в Бормио 2000 и Гааге 2001 годов, и трижды серебряным призёром в Мальмё 1997, Оберстдорфе 1999 и Гренобле 2002 годах.
В 1999 году в эстафете выиграла золото зимней Универсиады в Попраде.